# Bitva u Angrivarianské zdi
Bitva u Angrivarianské zdi se odehrála v roce 16 n. l. mezi římským vojevůdcem Germanikem a aliancí germánských kmenů pod velením cheruského vůdce Arminia, patrně při pravém břehu řeky Vezery, severně od dnešní Porty Westfaliky na území Germánie. Tato bitva následovala bezprostředně po bitvě na pláni Idistaviso a byla údajně vyvolána germánským rozhořčením nad trofejí, kterou na předchozím bojišti vztyčili Římané.
Byla poslední bitvou tříletého tažení Germanika v Germánii. Podle římského historika Tacita v bitvě zvítězili Římané nad nejednotnou germánskou koalicí. Po bitvě v zimovišti na druhém břehu Rýna se Germanicus chystal na jaře pokračovat v dobývání Germánie, ale byl císařem Tiberiem odvolán do Říma. Později se ukázalo, že bitva u Angrivarianské zdi byla poslední větší akcí Římanů na území východně od Rýna a to až do zániku Římské říše.

## Pozadí
Germánský vůdce Arminius v bitvě v Teutoburském lese, v hlubokých lesích západní Germánie porazil a zničil tři římské legie pohybující se do zimovišť na západ, na druhý břeh řeky Rýn. Tato porážka byla pro římskou říši ponižující a tak pomsta a neutralizace hrozby dalšího germánského útoku byly impulsem pro nové římské tažení do Germánie, tentokrát pod velením římského vojevůdce Germanika. V roce 15 Germanicus zahájil tažení proti Chattům a poté proti Cheruskům, kterým vládl Arminius. Během tohoto tažení Římané postupovali podél oblasti Teutoburského lesa, kde nalezli místo bitvy Arminia s Publiem Quinctiliem Varem s ostatky římských vojáků, které tam stále ležely a tak je Římané pohřbili. Byl také nalezen orel ze zničené XIX. legie. Germánské kmeny se obecně vyhýbaly větším otevřeným bojům, ale opakovanými římskými vpády hluboko do germánského území dokázal Germanicus přinutit Arminia, v čele nejednotné germánské koalice, k reakci. Římané spolu s Chauky a dalšími germánskými spojenci, kteří bojovali na straně Římanů jako pomocné jednotky, porazili spojenecké germánské síly vedené Arminiem a způsobili jim těžké ztráty.

## Velikost vojsk
Před bitvou na pláni Idistaviso, která se odehrála o několik dní nebo týdnů dříve než bitva u Angrivarianské zdi, měl Germanicus 8 legií s pomocnými jednotkami. Podle Tacita mezi nimi byli germánští spojenci jako Batavové vedení Chariovaldou, Chaukové a keltské kontingenty jako Rétové, Vindelikové a Galové. K Římanům se mezi spojence patrně přidali i Ampsivarové, Belgové a Frísové. Kromě toho Tacitus zmínil pěší lukostřelce a další lučištníky na koních. Velikost spojeneckých vojsk není známa, ale podle dochovaných záznamů se patrně jednalo o významně početnou armádu. Celkový počet římských vojáků včetně germánských spojenců v bitvě u Angrivarianské zdi odhaduje historik Hans Delbrück, na více než 50 000 mužů. Klaus-Peter Johne oproti tomu uvádí kolem 80 000 mužů. Wolfgang Jungandreas odhaduje nejvyšší počet a to až 100 000 mužů.
Počet germánské koalice pod velením cheruského vůdce Arminia je velmi obtížné přesně stanovit. Panují domněnky, že germánská koalice byla silnější než v předchozí bitvě na pláni Idistaviso. V podstatě spojenci Cherusků byli kmeny zapojené do bitvy v Teutoburském lese v roce 9 n. l. Předpokládá se tedy, že germánskou koalici postavenou proti Římanům tvořily Angrivarové, Brukteři, Marsové Sugambrové, Chattové, Tencterové, Usipetové a Tubantové.
Mezi Cherusky a Angrivary byli i Chattové, které Tacitus zmínil ve svém popisu triumfálního pochodu Germanica v Římě, v roce 17 n. l. 
| „ | Germanicus Caesar slavil svůj triumf nad Cherusky, Chatty, Angrivary a dalšími kmeny, které obývají území až k řece Labe. | “ |

Není jasné, zda a jak se Chattové před bitvou připojili k Arminiovi. Kvůli jejich rivalitě s Cherusky se bojů možná účastnili tak, že operovali samostatně a nezávisle. Pomocí údajů poskytnutých Günterem Stanglem, který uvádí muže jednotlivých kmenů lze odhadnout celkový počet mužů germánské koalice na 40 000 až 75 000 mužů.

## Výsledek bitvy
Dvě bitvy na pláni Idistaviso i u Angrivarianské zdi skončily pro římské legie a jejich spojence vítězně. Varovy legie zcela zničené v bitvě v Teutoburském lese byly pomstěny a Germanikovi se podařilo získat dva ze tří ztracených orlů, symbolů římských legií ztracených v Teutoburském lese, přesto Germanikovo tažení v Germánii nepřineslo rozhodující výsledek. Tacitus hořce zaznamenal, že žárlivý Tiberius odvolal Germanika kvůli pocitu vlastního ohrožení. Obával se, že by Germanicus mohl získat potenciální nárůst politické přitažlivosti kvůli jeho úspěchům v Germánii a pomstě hořké porážky v bitvě v Teutoburgu. Podle jiných názorů nemohl Germanicus i přes svá vítězství trvale zůstat na území východně od Rýna. Navíc jeho vojsko utrpělo těžké ztráty v bouři.
Císař Tiberius také usoudil, že je zbytečné a marnotratné pokoušet se znovu dobýt Germánii až k řece Labe, a proto Germanika z Germánie odvolal. Tiberius také věřil, že vnitřní neshody mezi germánskými národy ochrání integritu římských hranic na Rýně lépe než dlouhá a nákladná válka proti nejednotným germánským kmenům.